# Samoilowitsch-Nunatak
Der Samoilowitsch-Nunatak (russisch Гора Самойловича Gora Samoilowitscha) ist ein Nunatak im ostantarktischen Königin-Maud-Land. Im Mühlig-Hofmann-Gebirge ragt er nahe dem nördlichen Ende der Hamarskaftet auf. 
Kartographen des Norwegischen Polarinstituts kartierten ihn anhand von Luftaufnahmen und Vermessungen der Dritten Norwegischen Antarktisexpedition (1956–1960). Eine weitere Vermessung und die Benennung nahmen sowjetische Wissenschaftler 1961 vor. Namensgeber ist der russische bzw. sowjetische Polarforscher Rudolf Lasarewitsch Samoilowitsch (1881–1939).